# Wei Kang Shu
Wey Kang Shu ou Kang-shu de Wey (chinois : 衛康叔 ; pinyin : Wei Kang shu ; litt. « [Royal] Oncle de Wey–Kang »), Shu Feng de Kang (chinois : 康叔封 ; pinyin : Kang-shu Feng ; litt. « Feng, Oncle [Royal] de Kang »), également connu sous le nom de Feng (封), Nom de temple Liezu (烈祖) était un seigneur féodal de la période des Zhou orientaux et le fondateur de l'état de Wey. Il était le neuvième fils de Ji Chang et également le frère du roi Zhou Wuwang, du Duc de Zhou, de Shu Zhenduo de Cao et du Duc Gao de Bi.
Dans un premier temps, Shu Feng portait le titre de seigneur de Kang (康). Après la Révolte des Trois Gardes, il reçut comme fief la ville de Zhaoge, l'ancienne capitale de la dynastie Shang. Cette donation maque le début de l'histoire de l'état de Wey.
En 1931, le vaisseau en bronze de Shu Feng, le Kang Hou gui, a été retrouvé lors de fouilles. Selon le texte inscrit sur le navire montre, Shu Feng a été envoyé à Zhaoge dans le but de pacifier les habitants du territoire des Shang après leur rébellion vaincue.
Lorsqu'il a fallu envoyer l'oncle royal Kang à Zhaoge, le duc de Zhou craignait que son jeune frère ne soit pas capable de gérer son nouveau fief. On dit que le duc de Zhou a donné trois avertissements à Shu Feng pour l'empêcher de commettre tout acte répréhensible.
Shu Feng avait un fils nommé Mao, qui devint le nouveau seigneur de Wey à sa mort. Mao est connu sous le nom posthume de "Comte Kang de Wey" (卫康伯).
L'état de Wey de Shu Feng survivrait à tous les autres États chinois pendant la dynastie Zhou, à l'exception de Qin qui a unifié la Chine. Wey existait même après l'unification par Qin des six principaux États.
Le sanctuaire de Shu Feng était situé dans le Xian de Qi de la province du Henan, mais il est actuellement abandonné.